# Bursaray
Bursaray ist das U-Bahn-System der westtürkischen Zweimillionenstadt und Industriemetropole Bursa. Es besteht aus zwei Linien, die sich im Osten eine Stammstrecke teilen, die sich im Verlauf Richtung Westen auf zwei Linienwege verzweigt. Die U-Bahn wurde am 24. April 2002 für den Fahrgastbetrieb eröffnet. Ihr Name „Bursaray“ ist ein Kompositum aus „Bursa“ und „Ray“, dem türkischen Wort für Schiene.
Die Züge verkehren auf beiden Linien vollkommen von anderem Schienen- und dem Straßenverkehr unabhängig auf gesonderten Gleiskörpern und streckenweise im Tunnel sowie auch ohne Kreuzungen mit dem Straßenverkehr. Damit ist Bursaray ein „echtes“ U-Bahn-System und wird dennoch als „Hafif Metro“ (deutsch: „Leicht-U-Bahn“) bezeichnet, weil ein Teil der eingesetzten Züge baugleich mit den Stadtbahnwagen ist.

## Betreiber

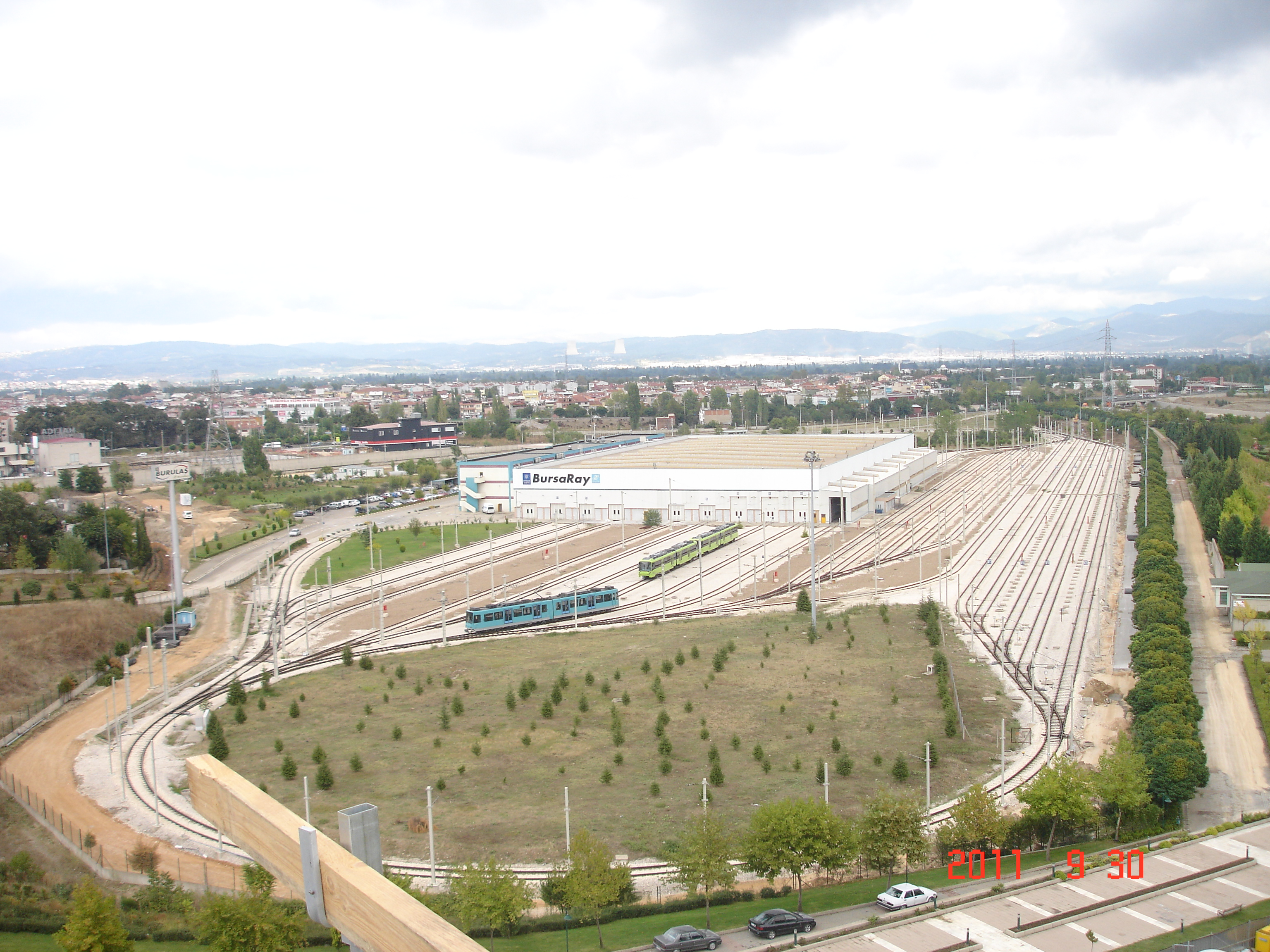
Betriebshof der BursaRay

Die U-Bahn wird von Burulaş betrieben. Der Name leitet sich von „Bursa Ulaşım“ – also „Bursa-Verkehr“ – her, einem Unternehmen der öffentlichen Hand, das an die lokale Administration der Großstadtverwaltung Bursa gebunden ist, die dem gewählten Stadtrat untersteht.

## Fahrzeuge und Technik

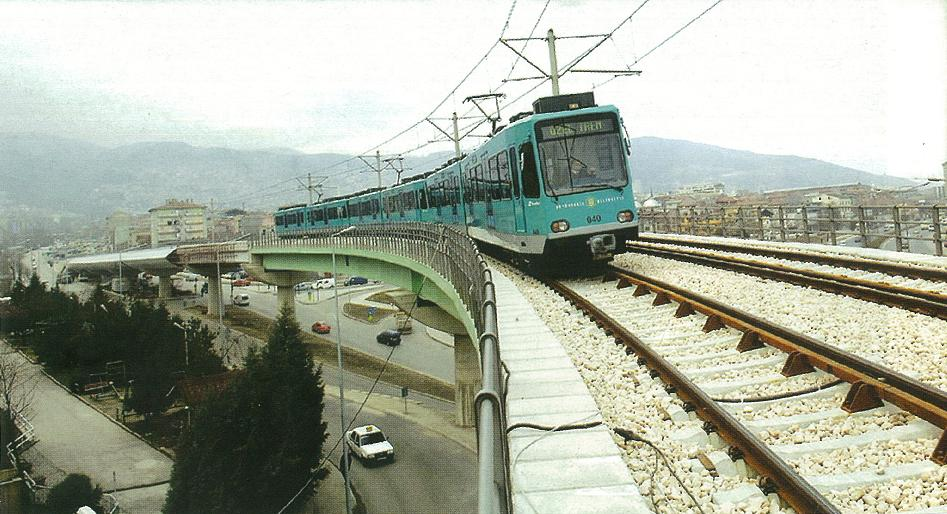
Zug der Baureihe B80

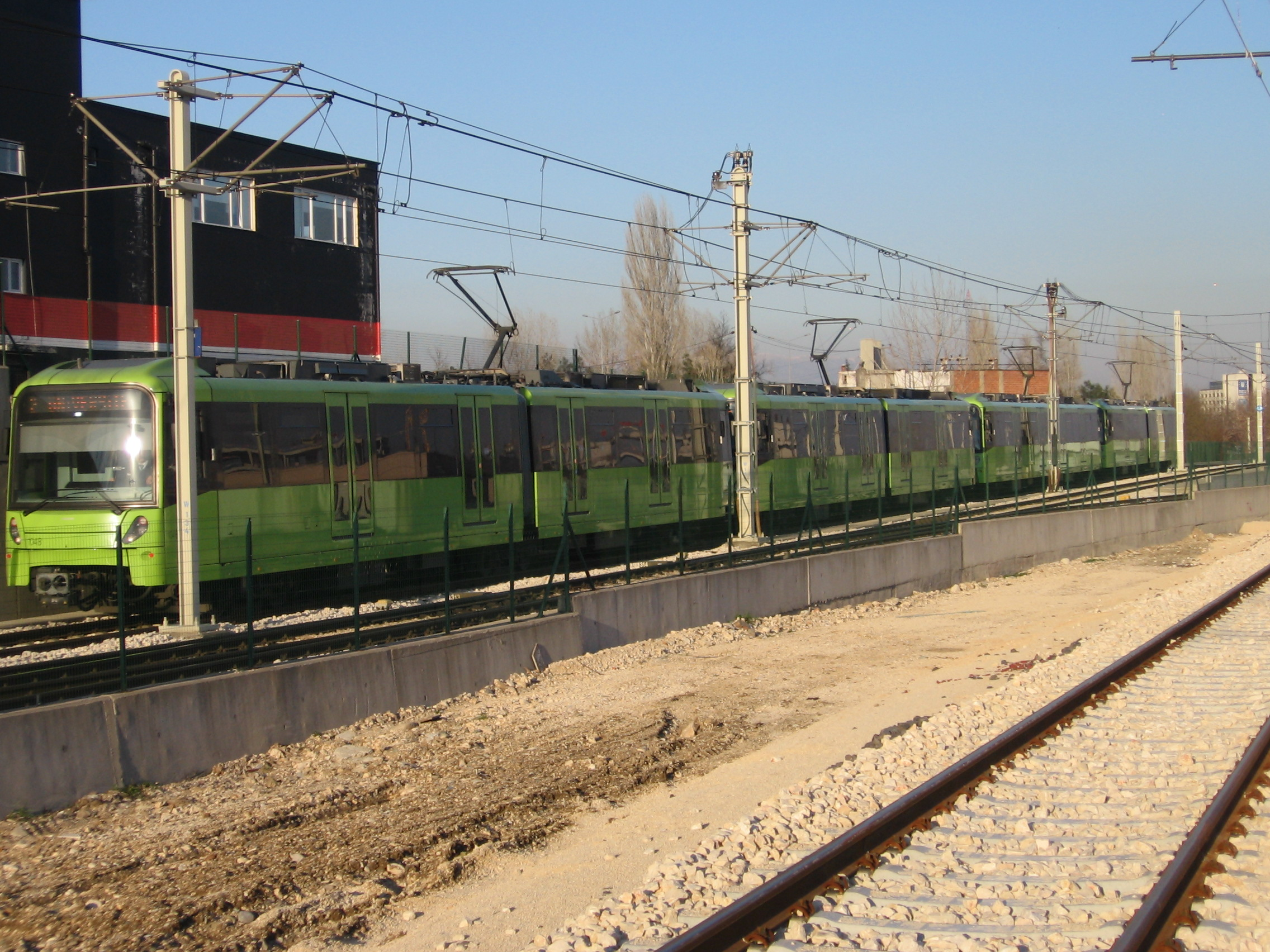
Zug der Baureihe B-2010

Es werden 48 Fahrzeuge der Baureihe B80 von Siemens (gebaut in Uerdingen) und 30 Fahrzeuge Flexity Swift (B-2010) von Bombardier (gebaut in Bautzen) eingesetzt. Letztere sind zu ca. 60 % baugleich mit den Frankfurter U5-Triebwagen. Alle Fahrzeuge sind voll klimatisiert, wobei die Siemens-Fahrzeuge erst später mit Fahrgastraum-Klimaanlagen nachgerüstet wurden. Darüber hinaus werden seit 2016 insgesamt 60 zweiteilige Züge von Typ GreenCity des Herstellers Durmazlar eingesetzt.
2012 wurden darüber hinaus von der U-Bahn Rotterdam 44 Fahrzeuge der Baureihe SG2 übernommen, welche ursprünglich zwischen 1980 und 1984 von Duewag gebaut wurden. Es wurden 25 Fahrzeuge eingesetzt, während 19 Fahrzeuge als Ersatzteilspender dienten. Inzwischen ist kein Fahrzeug dieser Baureihe mehr in Einsatz. 
Die Fahrdrahtspannung beträgt 1,5 kV Gleichspannung. Als Zugbeeinflussung wird ein PZB-System (PZB-222) der Firma BBR aus Braunschweig eingesetzt. Siemens entwickelte das automatisierte Signalsystem und lieferte in Zusammenarbeit mit dem türkischen Unternehmen Tüvasaş das Wagenmaterial.
Die Spurweite beträgt wie bei allen türkischen U-Bahn-Systemen (etwa in Istanbul, Ankara, Izmir und Adana) im gesamten Netz 1435 mm (Regelspur). Die Bahnsteige sind 120 Meter lang und in der Regel als Mittelbahnsteig ausgeführt.

## Streckenverläufe
Die Linie 2 beginnt im Osten an der Station Kestel. Die Linie 1 beginnt weiter westlich an der Station Arabayatağı. Die Strecke verläuft bis Gökdere an der Oberfläche. Zwischen den Stationen Demirtaşpaşa und Merinos verläuft die Strecke im Tunnel. Im weiteren westlichen Verlauf trennen sich die Linien 1 und 2 nach der Station Acemler. Kurz vor Acemler und auf der Linie 2 vor Nilüfer sowie auf der Linie 1 vor Karaman befinden sich nochmals kurze Tunnelabschnitte. Ein großer Teil des Linienweges wird aber insgesamt auf einem Viadukt zurückgelegt.
Nach der Verzweigung endet die Linie 1 nach sieben Stationen in Emek und die Linie 2 nach elf Stationen an der Universität. Am westlichen Ende der Linie 2 befinden sich noch vier weitere kurze Tunnelabschnitte, wobei nur die Station Batıkent im Tunnel liegt.

## Geplante Verlängerungen
Es ist geplant, die Linie 1 bis zum in Bau befindlichen Bahnhof der Staatsbahn im Stadtteil Balat und die Linie 2 bis zum Stadtteil Görükle zu verlängern.

## Tarife
| Fahrkarte            | Rückkehr ₺ (TRY) | Preis ₺ (TRY) |
| -------------------- | ---------------- | ------------- |
| Ticket (Voll)        | N/A              | 3,50 ₺        |
| Ticket (ermäßigt)    | N/A              | 3,00 ₺        |
| Ticket (Schüler)     | N/A              | 1,50 ₺        |
| Ticket (Einzelfahrt) | N/A              | 5 ₺           |

Schüler, Rentner und Staatsbedienstete fahren ermäßigt, wenn sie im Besitz der jeweiligen Berechtigungsdokumente (z. B. Schülerausweis) sind. Ansonsten gilt der Regeltarif von 3,50 ₺. Die Lösung eines „Bilets“ zu diesem Einheitspreis berechtigt Fahrgäste, 75 Minuten lang die Bursaray-Linien, die Linien des städtischen Bussystems und die Linie der Straßenbahn Bursa in jede Richtung zu benutzen.
Die elektronische Pre-Paid-Karte BursaKart ermöglicht darüber hinaus ein Abbuchen des Fahrpreises an den Bahnsteigsperren über Sensoren beim Passieren bzw. die Freischaltung des Sperrkreuzes bei Monatskarten.

## Betriebszeiten
Die U-Bahn-Strecken werden von 6 bis 24 Uhr bedient. Beide Linien verkehren im Zehnminuten-Takt. Dadurch besteht zwischen Acemler und Arabayatağı ein Fünfminutentakt. Nach 20 Uhr wird das Angebot leicht reduziert.
Eine Fahrt über die Gesamtstrecke der Linie 1 von Emek nach Arabayatağı dauert 38 Minuten. Auf der Linie 2 benötigen die Züge von der westlichen Endstation Üniversite bis Arabayatağı 43 Minuten.